# آنترانژ
آنترانژ (به فرانسوی: Entrange) یک کمون در فرانسه است که در Canton of Cattenom واقع شده‌است.

## خصوصیات
آنترانژ ۳٫۹۹ کیلومترمربع مساحت و ۱٬۲۱۲ نفر جمعیت دارد و ۲۶۰ متر بالاتر از سطح دریا واقع شده‌است.